# Temporallappen

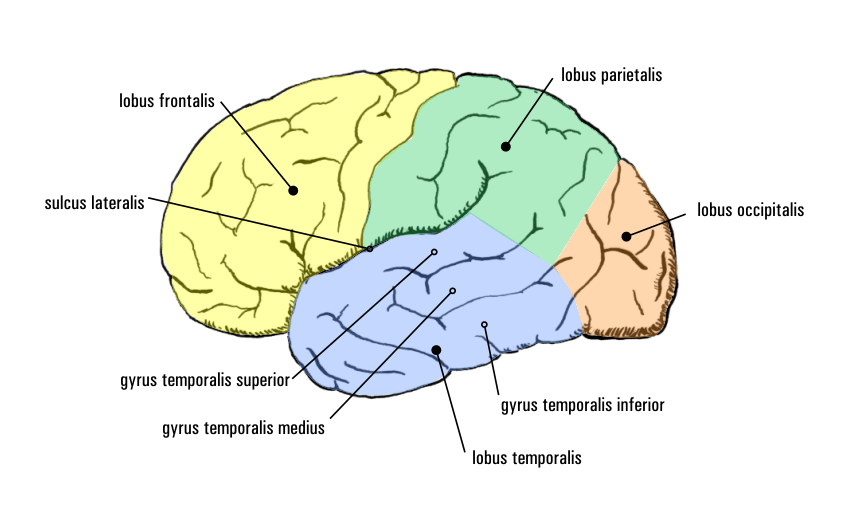
Lappen (Lobi) des Großhirns von der linken Seite (lateral). Der Temporallappen ist blau gefärbt.

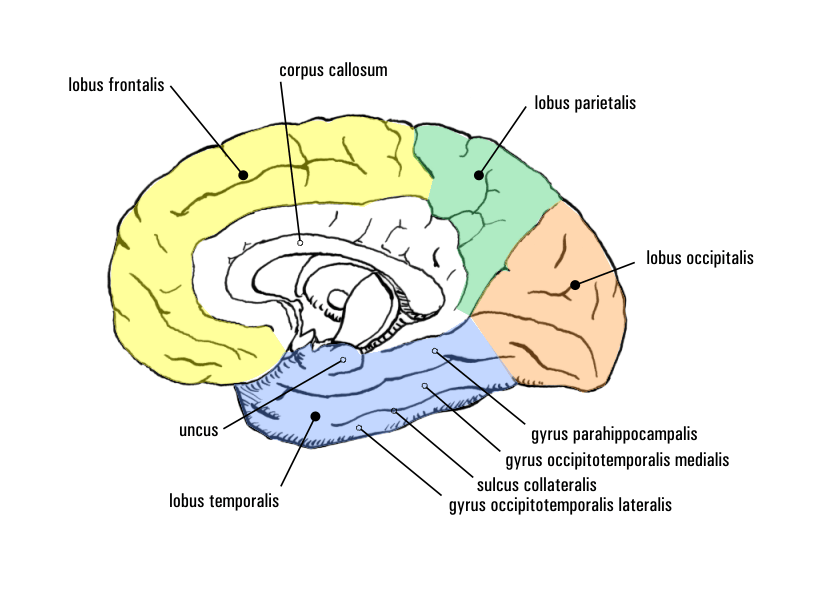
Lappen (Lobi) des Großhirns von der Körpermitte aus (medial). Der Temporallappen ist blau gefärbt.

Der Temporallappen (lateinisch tempus ‚Schläfe‘) oder Schläfenlappen (lat. Lobus temporalis) ist einer der vier Lappen des Großhirns und macht dessen laterobasalen (seitlich und unten gelegenen) Anteil aus. Er wird nach oben und vorne vom Sulcus lateralis (Fissura Sylvii) gegen den Scheitellappen (Parietallappen, Lobus parietalis) und den Stirnlappen (Frontallappen, Lobus frontalis) abgegrenzt, nach hinten grenzt er an den Hinterhauptlappen (Occipitallappen, Lobus occipitalis). Der Temporallappen enthält den primären auditorischen Cortex, das Wernicke-Sprachzentrum und wichtige Strukturen für das Gedächtnis.

## Funktion und Lokalisation

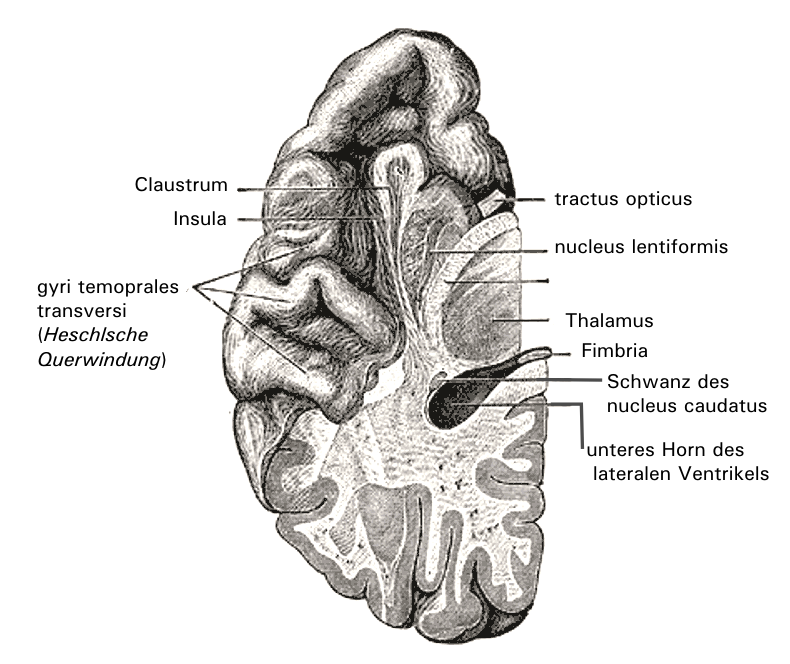
Gehirn Aufsicht auf die Gyri temporales transversi

### Primärer auditorischer Cortex
In der Tiefe des Sulcus lateralis liegen die Gyri temporales transversi (Heschl’sche Querwindungen, benannt nach dem österreichischen Anatom Richard Heschl (1824–1881)), die den primären auditorischen Cortex bilden (Brodmann-Areal 41). Die Nervenfasern aus dem Ohr ziehen nach der Kreuzung zur Gegenseite über den Lemniscus lateralis zu den Colliculi inferiores und von dort über den Pedunculus colliculi inferioris zum Corpus geniculatum mediale. Durch die Capsula interna erreichen sie dann die primäre Hörrinde. Die Hörrinde zeigt analog dem sensorischen und motorischen Cortex eine tonotopische Gliederung nach Frequenzen. Die Hörbahn besitzt mehrere Kommissurensysteme, die einen Faserwechsel ermöglichen. So gelangen auch einige Faserbündel zur gleichseitigen Hörrinde, was Bedeutung für das Richtungshören hat.

### Wernicke-Sprachzentrum
Im Gyrus temporalis superior befindet sich ein sensorisches Sprachzentrum (das sogenannte Wernicke-Zentrum, Brodmann-Areal A22), das für das Sprachverständnis wichtig ist. An der Verarbeitung und dem Verständnis von Sprache sind noch eine ganze Reihe weiterer Areale beteiligt.
Das Wernicke-Areal kommt nur in der dominanten Hirnhemisphäre vor (das heißt, in der Hirnhälfte, in welcher die Sprache sowohl motorisch als auch sensorisch verarbeitet wird), die bei Rechtshändern normalerweise links lokalisiert ist, sich bei Linkshändern jedoch wahlweise links oder rechts befinden kann.

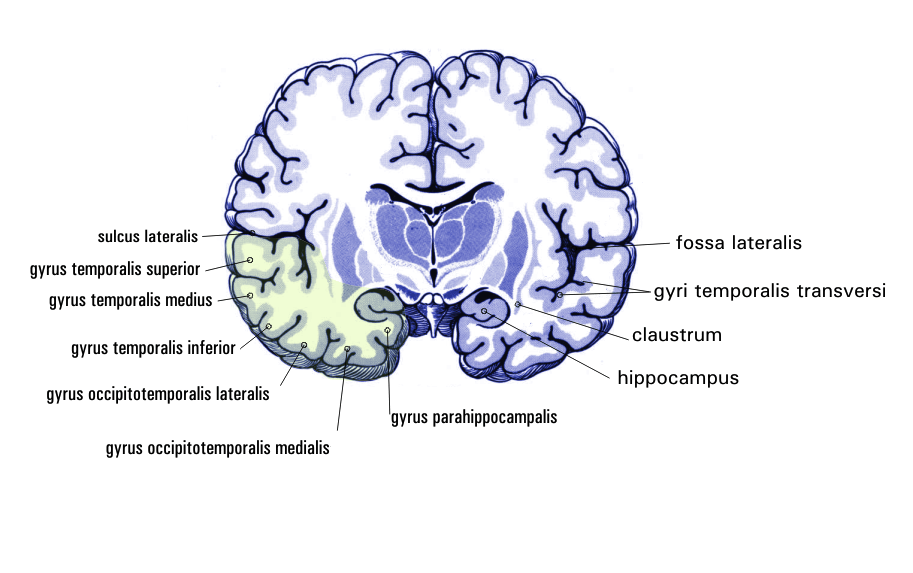
Frontalschnitt des Gehirns in Höhe des Hippocampus

### Gedächtnisstrukturen
Der mediale Teil des Temporallappens enthält den Hippocampus, den entorhinalen, perirhinalen und parahippocampalen Cortex, die das bedeutendste „Koordinationszentrum“ des deklarativen (expliziten) Gedächtnisses darstellen.
Der untere temporale Bereich (IT) selbst ist Teil des visuellen Arbeitsgedächtnisses (working memory). Hier wird das, was gerade wahrgenommen wird, kurzzeitig gespeichert (Sekunden bis Minuten). Auch der Vergleich mit den nächstfolgenden Wahrnehmungsinhalten erfolgt hier. Der Hippocampus wird erst dann benötigt, wenn bestimmte Informationen mittel- bis langfristig im Gedächtnis behalten werden sollen.

### Neocorticale assoziative Areale
Viele Bereiche des Temporallappens sind auch für die Erkennung von komplexen nichträumlichen auditorischen und visuellen Reizen zuständig, wie z. B. dem Erkennen von Körperteilen – insbesondere Gesichtern – und anderer bedeutungsvoller Gegenstände (Nahrung, Beute).
Bei elektrischer Reizung des IT (Versuche von Wilder Penfield 1959 bei epileptischen Patienten) kommt es zu Erlebnishalluzinationen (experiential response), die die Patienten als zusammenhängende Erinnerungen an vergangene Erlebnisse beschreiben. Diese Gedächtnisreaktionen ließen sich nur bei Reizung des Temporallappens erzeugen, sie waren eher selten (8 % der Reizversuche) und ihre Entstehung und Bedeutung ist noch nicht geklärt.

## Blutversorgung des Temporallappens
Der basale und hintere mediale Teil des Temporallappens wird von den Arteriae cerebri posteriores versorgt, die aus der Arteria basilaris hervorgehen. Der laterale und vordere mediale Teil erhält seine Blutversorgung über Äste der Arteriae cerebri mediae aus der Arteria carotis interna. Der Blutabfluss erfolgt über die absteigenden oberflächlichen Venen des Gehirns (Venae superficiales descendentes cerebri) und über die mittlere oberflächliche Hirnvene (Vena media superficialis cerebri). Die absteigenden Venen drainieren in den Sinus transversus. Die Abflüsse der mittleren Vene gehen sowohl in den Sinus cavernosus, als auch in den Sinus transversus. Der Sinus transversus leitet das Blut schließlich in die innere Drosselvene, die aus dem Schädel führt.

## Pathologie
Entsprechend den vielfältigen funktionellen Bereichen des Temporallappens treten bei traumatischen oder iatrogenen Läsionen vielfache Störungen und Beeinträchtigungen auf.
Der erste und bestuntersuchte Fall war der Fließbandarbeiter Henry Gustav Molaison, dem aufgrund einer nicht behandelbaren Epilepsie die medialen Bereiche beider Temporallappen entfernt wurden. Nach der Operation litt der Patient unter einer schwerwiegenden anterograden Amnesie, er war nicht mehr in der Lage, neu Gelerntes in das Langzeitgedächtnis zu übertragen. Dabei zeigte er eine normale Sprachbeherrschung und sein Vokabular und Intelligenzquotient blieben im etwas überdurchschnittlichen Bereich. Durch den Gedächtnisverlust war er nicht mehr zu explizitem Lernen fähig. Allerdings war er noch sehr wohl in der Lage zu impliziten Lernvorgängen, auch wenn er sich dessen nicht bewusst war.
Läsionen des assoziativen temporalen Cortex können zu multiplen visuellen und auditorischen Defiziten führen (Agnosien). So kann das Erkennen oder Benennen von Objekten gestört sein (Objektagnosie) oder das Erkennen von Gesichtern (Prosopagnosie). Auditive Agnosien betreffen die Unfähigkeit, Töne, Melodien, Rhythmen oder Tempi von Musik zu erkennen (Amusie). Weiterhin kann es zu Wort- und Sprachverständnisstörungen (Aphasien) kommen, wenn der linke obere und mittlere Bereich des Temporallappens betroffen ist (Wernicke-Areal).